# Красная Слобода (Азербайджан)
Красная Слобода, с 1991 года Гырмызы Гасаба (азерб. Qırmızı qəsəbə) — посёлок в северо-восточной части Большого Кавказского хребта Губинского района Азербайджана, расположенный на левом берегу реки Кудиалчай, в 29 км от железнодорожной станции Хачмаз, населённый преимущественно горскими евреями. Называвшаяся ранее Еврейская Слобода, этот населённый пункт был переименован в Красную Слободу в 1926-м году и является административной единицей самоуправления города Губа. Посёлок Красная Слобода является единственным местом компактного проживания горских евреев на всем постсоветском пространстве. По всесоюзной переписи населения 1989 года в Красной Слободе проживало 4524 человека.
В Азербайджане существуют три еврейские общины — горские евреи, европейские евреи (ашкенази) и грузинские евреи. На данный момент горские евреи составляют большинство еврейской диаспоры страны.

## Топоним
Старое название — Кулгат.
С 1999 по 2000 год посёлок носил официальное название Фатали-хан.

## История
Появление горских евреев на Кавказе относят к I веку нашей эры. Согласно другой информации, горские евреи были переселены на территорию Кавказской Албании персидскими правителями с территории Персии в середине V века.

## Язык
Родным языком горских евреев считается язык джухуро, входящий в группу иранских языков. Уже начиная с XIX века азербайджанский язык стал вторым родным языком горских евреев. Двуязычие (азербайджанский и еврейский языки) и даже триязычие (азербайджанский, еврейский и русский языки) широко распространены среди горских евреев.

## Структура слободы
Исторически посёлок делился на кварталы: Карчаг, Гиляки, Агаджани, Чепкени, Мизрахи.
Основу социальной организации жизни горских евреев составляет их община, называемая кагалом. Это решает многие проблемы общины в рамках формы самоуправления. На данный момент, несмотря на то, что кагал потерял часть своих функций, некоторые элементы этой социальной организации продолжают существовать как в Красной Слободе, так и в других местах проживания горских евреев. Сохранение кагала помогает передавать этнокультурные, религиозные и социальные традиции от одного поколению к другому.
До сегодняшнего дня в Красной Слободе были созданы девять кварталов. Архитектурную основу поселка составляют здания синагог. Красная Слобода представляет собой современный населённый пункт, состоящий в основном из стильных двух- и трехэтажных коттеджей, магазинов и бытовых объектов с чистыми и аккуратными улицами.
В поселке в здании «Карчоги», исторической синагоги, в 2020 году был основан Музей горских евреев. Здание синагоги имеет квадратную форму, а высота потолков составляет 5 метров. Чтобы разместить на её территории максимально возможное количество экспонатов, было сделано два яруса — высота потолков это позволила. Сегодня музейная экспозиция включает в себя одежду и украшения, рукописи и книги, ритуальную утварь и старинные предметы быта, религиозную еврейскую литературу и книги на языке джуури.

## «Иерусалим Кавказа»
Красная Слобода признана центром развития и сохранения материальной и духовной культуры горских евреев в Азербайджане и за его пределами. Не случайно данный посёлок называют «Иерусалимом Кавказа».
Сохранение и развитие традиций ортодоксального иудаизма неразрывно связаны с жизнедеятельностью общины горских евреев. В поселке сохраняются 7 синагог. В шестикупольной синагоге, функционирующей на данный момент, собрана большая коллекция (около 70) наставлений для чтения страниц Торы.

## Наследие
Около 300 лет община горских евреев здесь традиционно занималась земледелием, садоводством и ковроткачеством. Лучшие образцы ковроткачества, которые являются одним из основных показателей хозяйственной деятельности горских евреев, были сотканы на шерстяной основе в индивидуальном порядке и относятся к Губинской школе ковроткачества.
В течение многовекового проживания на территории Азербайджана горские евреи сохранили свои обычаи и традиции, обряды, верования и хозяйственные навыки. Наряду с этим, многовековое соседство с азербайджанцами послужило причиной формирования общих элементов в их хозяйственной и традиционно-бытовой культуре. Названия некоторых видов одежды, блюд, а также других элементов интерпретируются в основном нормами азербайджанского языка. Наряду с иудаизмом, община сумела сохранить также народные обычаи, церемонии, верования и праздники, связанные с обрядами, отличающиеся разным местным специфичным характером. Одним из элементов нематериального культурного наследия горских евреев является традиционная свадебная церемония. Данная церемония подразумевает обязательное участие раввина, начало свадебного пира до субботнего дня, церемонию бракосочетания под специально украшенным навесом во дворе синагоги и т. д. Одной из основных традиций населения Красной Слободы является гостеприимство. Издревле горские евреи с радостью встречали как людей своей религии, так и представителей других религий.
Интенсификация хозяйственных отношений и развитие отдельных аспектов межэтнических взаимных связей значительно усилили общение жителей Красной Слободы с населением города Губы, и в результате этого в 1851 году был построен первый деревянный мост, связывающий Губу и Красную Слободу.

## Государственная поддержка
В Азербайджане ведется работа для сохранения и развития культуры, языка, а также внутриобщинных и межобщинных взаимнотношений горских евреев. Обязательства Азербайджанской Республики по охране и развитию общины горских евреев Красной Слободы нашли своё отражение в Конституции и законах, принятых Милли меджлисом.
После восстановления государственной независимости Азербайджанской Республики здания двух местных синагог были возвращены общине Красной Слободы. В Баку было построено здание новой синагоги. В 1991 году правительством Азербайджана была возобновлена работа по изучению еврейских традиций в Красной Слободе. В течение последних лет, в дополнение к общеобразовательной программе, в Красной Слободе были основаны несколько образовательных учреждений, где изучаются основы иудаизма.

## Известные уроженцы
- Герман Захарьяев — бизнесмен, общественный деятель, вице-президент Российского еврейского конгресса, президент международного благотворительного фонда горских евреев СТМЭГИ (STMEGI).
- Зарах Илиев — российский предприниматель, девелопер, председатель совета директоров ООО «Площадь Европы», ООО «Высотка». Совладелец группы компаний «Киевская площадь».
- Год Нисанов — российский предприниматель, председатель совета директоров компании «Киевская площадь»[19][20].
- Ягутил Мишиев — публицист, автор книг об истории Дербента. Заслуженный учитель Республики Дагестана и Российской Федерации.
- Евда Абрамов — депутат Милли меджлиса — парламента Азербайджана (с ноября 2005 по декабрь 2019 года).
- Заур Гилалов — бизнесмен, меценат, первый президент Всемирного конгресса горских евреев[21].
- Шаулов, Юханан Хаимович (1914—1980) — советский физико-химик.